# 仙台花壇団地

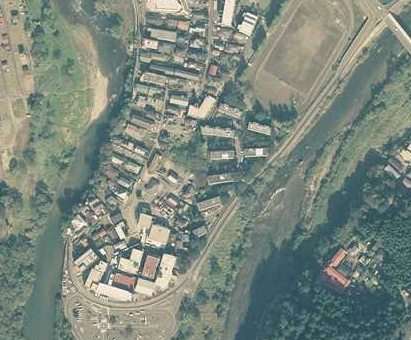
団地付近の航空写真（2006年撮影）。

仙台花壇団地（せんだいかだんだんち）は、宮城県仙台市に立地する日本住宅公団の造成した公団住宅である。

## 概要
広瀬川が形成した河岸段丘の内、最も新しい仙台下町段丘の段丘面上にある団地である。広瀬川右岸にそそり立つ青葉山の段丘と、左岸にある仙台中町段丘との間にあって、両段丘と標高差が大きい下町段丘は、谷底にあるような風景となっている。また、当団地の辺りでは広瀬川が蛇行している。
広瀬川上流に大倉ダムが1956年（昭和31年）に着工し、当団地は1958年（昭和33年）10月に入居が開始された。大倉ダムの竣工は1961年（昭和36年）である。
東北地方では花壇団地が初の公団住宅であり、2番目は1966年（昭和41年）の黒松団地である。すなわち、この2つの団地の間にあたる高度経済成長前半の昭和30年代には、東北地方で公団住宅が造成されることはなかった。
2021年5月より解体される。
この団地の住棟の北廊下の階段室には窓がはめ込まれており、寒冷地に対応した仕様となっている。

## 基本データ
- 竣工 - 1958年（昭和33年）
- 構成 - 8棟から構成、全128戸
- 所在 - 宮城県仙台市青葉区花壇3

## 住棟構成
- 中層フラット棟 - 8棟（4階建て、北廊下型、寒冷地仕様）
- また、中層フラット棟の内訳は2DKが112戸、3Kが16戸となっている。

## 交通
- 仙台駅西口バスプール10番のりばより仙台市営バスに乗り、「片平一丁目検察庁前」バス停にて下車、徒歩約7分。